# Nessaea batesii
Espèce
 Nessaea batesii est une espèce de lépidoptères (papillons) de la famille des Nymphalidae, de la sous-famille des Biblidinae, tribu des Epicaliini, du genre Nessaea.

## Description
Nessaea batesii est un papillon au bord externe de l'aile antérieure concave et au bord externe de l'aile postérieure ondulé. Le dessus est noir avec aux ailes antérieures une bande bleue allant du milieu du bord costal à l'angle externe.
Le revers est de couleur verte avec aux ailes antérieures la même bande bleue et les ailes postérieures marquées de lignes discale et postdiscale marron.

## Biologie

### Plantes hôtes
Les plantes hôtes de ses chenilles sont des Euphorbiaceae.

## Écologie et distribution
Nessaea batesii est présent au Brésil dans le bassin de l'Amazone, au Venezuela, en Bolivie, au Surinam,  au Guyana et en Guyane,.

### Biotope
Il réside en forêt.

## Systématique
L'espèce Nessaea batesii a été décrite par les naturalistes Cajetan Freiherr von Felder et Rudolf Felder en 1860, sous le nom initial d'Epicalia batesii.

### Synonymie
Epicalia batesii (C. & R. Felder) protonyme

### Taxinomie
Il existe deux sous-espèces :
- Nessaea batesii batesii (C. & R. Felder, 1777) [3]
- Nessaea batesii magniplaga  (Röber, 1928)

Synonymie pour cette sous-espèce
Catonephele batesi aestherica (Martin, 1923)

### Noms vernaculaires
Nessaea batesii se nomme Bates Olivewing en anglais.

### Protection
Pas de statut de protection particulier.